# 大白勝
大白 勝（おおしろ まさる、1927年10月3日 - 1995年2月26日）は、日本の弁護士。最高裁判所判事。

## 概要
弁護士として窃盗事件の被告のアリバイを成立させて無罪判決を獲得したこともある。その後に神戸弁護士会会長を務めた。
1993年4月に最高裁判所判事に就任。就任のあいさつでは「裁判官と弁護士は同じ修習を受けた者。育った畑は違ってもこだわらない」と述べる。
一審で有罪、二審で無罪と判断が分かれていた撚糸工連事件の口頭弁論を開く予定だったが、病気のため延期となった。1995年2月に任期2年数ヶ月を残して途中で依願退官した。
趣味はドライブや国内外の古寺を巡礼すること。